# 浅田舞
浅田 舞（あさだ まい、1988年7月17日 - ）は、2000年代に活動していた日本のフィギュアスケート選手（女子シングル）。現役引退後はスポーツキャスター、タレントとして活動している。ヒーローズマネジメント株式会社がマネジメントしていたが2024年9月10日で終了した。
女子フィギュアスケート選手の浅田真央は妹。

## 人物
名古屋市立高針小学校、名古屋市立高針台中学校、東海学園高等学校卒業後、中京大学体育学部体育科学科へ進学。
長い手足を生かした優雅な演技が持ち味で、スパイラルシークエンスを得意技とする。ジュニア時代は5種類の3回転ジャンプを跳べる数少ない選手の1人として頭角を現した。2002-2003シーズンには、全日本ジュニア選手権 と世界ジュニア選手権で3回転アクセルにも挑戦した。2004-2005シーズンの怪我からジャンプが不調になっている。2007-2008シーズンから厳格になった判定によりルッツはエラーエッジ判定を受けるようになった。
2005年3月、第2回国際モードルオーディションORIBEでグランプリに選ばれ、およそ1年の間モデルとしても活動。2006年には所属していたホリプロを退所した。テレビのレポーターなどを務めることがあり、GET SPORTS（テレビ朝日系）では「MAI FOCUS」としてアスリートを紹介するコーナーを持っている。2010年9月12日の放送ではシンクロ選手の乾友紀子を特集。自ら競泳水着姿となりシンクロの演技指導を受けた。
2014年2月7日に放送された『快傑えみちゃんねる』（関西テレビ）で、普段はノーパン派であること や、自宅では「ヨレヨレのズボンとヨレヨレのTシャツ」で、仕事以外の時は「化粧もしない」ことなどを告白した。
趣味は読書。
プライベートでも広島に遠征に行くこともある広島東洋カープファンで、新井貴浩 のファンを公言している。
妹はスケートツアーやテレビやイベントで数多く共演している。妹が自分より上位に入賞することが多くなった時期には、一切の会話がなくなるほど不仲だった。
『中居正広の金曜日のスマイルたちへ』（TBS系）の企画で社交ダンスに挑戦。俳優の進藤学とペアを組み、2021年3月にデビュー戦となる「第34回京都市ダンススポーツ競技会」で優勝。同年5月、全日本選手権に初出場し、準決勝進出。同年9月の全日本では6位。2022年4月の全日本で6位。同年10月3日、ダンス留学でイタリアへ行くことを明らかにした。
タンゴを学ぶため2023年にアルゼンチンへ留学した。

## 経歴
7歳の時にスケートを始める。2001年まで名東フィギュアスケートクラブで門奈裕子に師事。2001年からはグランプリ東海クラブの山田満知子と樋口美穂子の指導を受ける。
2002-2003シーズンの全日本ジュニア選手権で2位となり、世界ジュニア選手権に出場。国際大会初出場ながら、予選2位。フリースケーティング（フリー）では3回転アクセル-2回転トウループのコンビネーションジャンプを不完全ながら着氷し、総合4位入賞を果たした。2003-2004シーズン、ジュニアグランプリ (JGP)スロバキア大会でJGP初優勝。世界ジュニア選手権では、試合直前に食あたりを起こしながらも2年連続の4位に入った。
2004-2005シーズン、野辺山合宿の練習中に他の選手と衝突し、顔を4針縫う怪我を負った。
2006年からアメリカロサンゼルスに練習拠点を移し、ラファエル・アルトゥニアンに師事。同年10月のキャンベルカップ団体戦でフリーを滑り、参考記録ながらパーソナルベストを大きく上回る103.27点を出した。この2006-2007シーズンからISUグランプリシリーズに参戦した。
2007年にはコーチをナディア・カナエワ（アルトゥニアンのアシスタント）に変更。2007-2008シーズン、澤田亜紀の欠場で急遽NHK杯に出場するが、浅田も風邪をひいており、会場練習ができないままSPに臨むこととなった。フリーは熱が上がったため棄権。全日本選手権では12位だった。
2008年から拠点を名古屋に戻した。オフシーズン中にジャンプが跳べなくなり、6月から本田武史の指導を受けて立て直しをはかる。全日本選手権では15位となり、それにより、2009年度では、シニア強化選手指定外にされる。中部フィギュアスケート選手権大会を棄権した後、フィギュアスケート競技会へは出場しておらず、フィギュアスケート競技と並行してのアイスショーやイベント等への出演、スポーツ番組のコメンテーター、スポーツキャスター、レポーター、タレント等での活動となる。
2014年2月のソチオリンピックでは、主にフィギュアスケートのコメンテーターとしてテレビ出演。女子シングル種目では、実妹の真央がSPでジャンプミスを連発し16位と大きく出遅れてしまいメダル絶望となったが、フリーでは女子で唯一3回転アクセルを成功させるなど3位と挽回し、総合で6位入賞を果たす。真央のフリー演技後、NHKの番組で「本当は（真央に）『大丈夫だよ』って言ってあげたかったが、喝（かつ）を入れるために敢えて叱った」と涙ながらに告白していた。
これまで、引退について明確にしていなかったが、2010年に引退していることを話すようになっている。

## 主な戦績
| 大会/年                   | 2000-01 | 2001-02 | 2002-03 | 2003-04 | 2004-05 | 2005-06 | 2006-07 | 2007-08 | 2008-09 |
| ------------------------- | ------- | ------- | ------- | ------- | ------- | ------- | ------- | ------- | ------- |
| 四大陸選手権              |         |         |         |         |         | 6       |         |         |         |
| 全日本選手権              |         |         | 8       | 6       | 8       | 8       | 8       | 12      | 15      |
| GPNHK杯                   |         |         |         |         |         |         |         | 棄権    |         |
| GPスケートアメリカ        |         |         |         |         |         |         | 6       | 8       |         |
| GP中国杯                  |         |         |         |         |         |         | 6       |         |         |
| 世界Jr.選手権             |         |         | 4       | 4       |         |         |         |         |         |
| 全日本Jr.選手権           |         |         | 2       | 2       | 2       | 7       |         |         |         |
| JGPファイナル             |         |         |         | 4       |         | 5       |         |         |         |
| JGPアンドラ杯             |         |         |         |         |         | 1       |         |         |         |
| JGP SBC杯                 |         |         |         | 2       |         | 4       |         |         |         |
| JGPベオグラード・スパロー |         |         |         |         | 5       |         |         |         |         |
| JGPスケートロングビーチ   |         |         |         |         | 棄権    |         |         |         |         |
| JGPスケートスロバキア     |         |         |         | 1       |         |         |         |         |         |

### 詳細
| 2008-2009 シーズン  |                                              |          |          |           |
| 開催日              | 大会名                                       | SP       | FS       | 結果      |
| 2008年12月25日-27日 | 第77回全日本フィギュアスケート選手権（長野） | 15 44.50 | 16 76.27 | 15 120.77 |

| 2007-2008 シーズン     |                                                      |          |         |           |
| 開催日                 | 大会名                                               | SP       | FP      | 結果      |
| 2007年12月26日-28日    | 第76回全日本フィギュアスケート選手権（大阪）         | 17 43.92 | 9 91.63 | 12 135.55 |
| 2007年11月29日-12月2日 | ISUグランプリシリーズ NHK杯（仙台）                  | 11 35.98 | 棄権    | -         |
| 2007年10月25日-28日    | ISUグランプリシリーズ スケートアメリカ（レディング） | 5 46.82  | 9 73.67 | 8 120.49  |

| 2006-2007 シーズン  |                                                          |         |          |          |
| 開催日              | 大会名                                                   | SP      | FP       | 結果     |
| 2006年12月27日-29日 | 第75回全日本フィギュアスケート選手権（名古屋）           | 6 55.56 | 11 92.72 | 8 148.28 |
| 2006年11月9日-12日  | ISUグランプリシリーズ 中国杯（南京）                     | 8 47.26 | 4 87.01  | 6 134.27 |
| 2006年10月26日-29日 | ISUグランプリシリーズ スケートアメリカ（ハートフォード） | 6 48.66 | 7 89.63  | 6 138.29 |

| 2005-2006 シーズン  |                                                              |         |         |          |
| 開催日              | 大会名                                                       | SP      | FS      | 結果     |
| 2006年1月23日-29日  | 2006年四大陸フィギュアスケート選手権（コロラドスプリングス） | 4 52.13 | 7 89.52 | 6 141.65 |
| 2005年12月23日-25日 | 第74回全日本フィギュアスケート選手権（東京）                 | 7 53.94 | 9 96.72 | 8 150.66 |
| 2005年12月10日-11日 | 第74回全日本フィギュアスケートジュニア選手権（長野）         | 6 45.10 | 7 78.66 | 7 123.76 |
| 2005年12月24日-27日 | 2005/2006 ISUジュニアグランプリファイナル（オストラヴァ）    | 7 42.21 | 5 87.78 | 5 129.99 |
| 2005年10月20日-23日 | ISUジュニアグランプリ SBC杯（岡谷）                          | 2 49.86 | 5 73.66 | 4 123.52 |
| 2005年9月8日-11日   | ISUジュニアグランプリ アンドラ杯（カニーリョ）               | 1 55.80 | 2 85.49 | 1 141.29 |

| 2004-2005 シーズン  |                                                              |         |         |          |
| 開催日              | 大会名                                                       | SP      | FS      | 結果     |
| 2004年12月24日-26日 | 第73回全日本フィギュアスケート選手権（横浜）                 | 8 48.17 | 7 88.60 | 8 136.77 |
| 2004年11月20日-21日 | 第73回全日本フィギュアスケートジュニア選手権（横浜）         | 2 52.19 | 3 95.31 | 2 147.50 |
| 2004年10月29日-31日 | ISUジュニアグランプリ ベオグラード・スパロー（ベオグラード） | 4 41.48 | 6 63.93 | 5 105.41 |

| 2003-2004 シーズン  |                                                            |      |    |    |      |
| 開催日              | 大会名                                                     | 予選 | SP | FS | 結果 |
| 2004年3月1日-7日    | 2004年世界ジュニアフィギュアスケート選手権（ハーグ）       | 1    | 6  | 4  | 4    |
| 2003年12月25日-26日 | 第72回全日本フィギュアスケート選手権（長野）               | -    | 9  | 6  | 6    |
| 2003年12月12日-14日 | 2003/2004 ISUジュニアグランプリファイナル（マルメ）        | -    | 3  | 4  | 4    |
| 2003年11月22日-23日 | 第72回全日本フィギュアスケートジュニア選手権（京都）       | -    | 2  | 2  | 2    |
| 2003年10月16日-19日 | ISUジュニアグランプリ SBC杯（岡谷）                        | -    | 4  | 2  | 2    |
| 2003年9月18日-21日  | ISUジュニアグランプリ スケートスロバキア（ブラチスラヴァ） | -    | 1  | 1  | 1    |

| 2002-2003 シーズン   |                                                            |      |    |    |      |
| 開催日               | 大会名                                                     | 予選 | SP | FS | 結果 |
| 2003年2月24日-3月2日 | 2003年世界ジュニアフィギュアスケート選手権（オストラヴァ） | 2    | 7  | 3  | 4    |
| 2002年12月20日-22日  | 第71回全日本フィギュアスケート選手権（京都）               | -    | 8  | 8  | 8    |
| 2002年11月23日-24日  | 第71回全日本フィギュアスケートジュニア選手権（名古屋）     | -    | 4  | 3  | 2    |

## プログラム
| シーズン  | SP | FS | EX |
| --------- | --- | --- | --- |
| 2009-2010 | | アランフエス協奏曲 作曲：ホアキン・ロドリーゴ                                                               | |
| 2008-2009 | 映画『ある日どこかで』サウンドトラック 作曲：ジョン・バリー 振付：宮本賢二                                                                | 映画『SAYURI』より 芸者 作曲：ジョン・ウィリアムズ 振付：リー＝アン・ミラー                                 | 映画『シェルブールの雨傘』サウンドトラック 作曲：ミシェル・ルグラン 振付：宮本賢二                                               |
| 2007-2008 | ロミオとジュリエット 作曲：ピョートル・チャイコフスキー                                                                                   | アンジェパッセ 作曲：アラン・ルフェーブル白鳥の湖 作曲：ピョートル・チャイコフスキー 振付：ローリー・ニコル | ロミオとジュリエット 作曲：ピョートル・チャイコフスキー                                                                          |
| 2006-2007 | オブリビオン 作曲：アストル・ピアソラ、演奏：Lucia Micarelli リベルタンゴ 作曲：アストル・ピアソラ、演奏：ボンド 振付：ニコライ・モロゾフ | 白鳥の湖 作曲：ピョートル・チャイコフスキー 振付：ローリー・ニコル                                          | 恋のアランフェス 作曲：ホアキン・ロドリーゴ、ボーカル：サラ・ブライトマン                                                        |
| 2005-2006 | 朝 『ペール・ギュント』第1組曲より 作曲：エドヴァルド・グリーグ 振付：樋口美穂子                                                          | アメジスト 作曲：YOSHIKI 振付：樋口美穂子                                                                   | In The Arms Of An Angel 作曲：サラ・マクラクラン、ボーカル：サラ・ブライトマン 振付：樋口美穂子When It Is Cold I'd Like Die Moby |
| 2004-2005 | Sunset 5.45 + Scherzo + Reaching for the Stars 作曲：ミッチェル・カーマン 振付：リー＝アン・ミラー                                        | バレエ組曲『シルヴィア』より 作曲：レオ・ドリーブ 振付：リー＝アン・ミラー                                  | What Am I To You ボーカル：ノラ・ジョーンズ 振付：山田満知子、樋口美穂子                                                         |
| 2003-2004 | スペイン舞曲第1番 作曲：マヌエル・デ・ファリャ 振付：山田満知子、樋口美穂子                                                               | ロマンス 作曲：ルートヴィヒ・ヴァン・ベートーヴェン 振付：山田満知子、樋口美穂子                            | 「エンジェル・オブ・ライト」「プロスペクト」 作曲：トッド・マコーヴァー 振付：山田満知子、樋口美穂子                             |
| 2002-2003 | 映画『ミッション』より カブリエルのオーボエ 作曲：エンニオ・モリコーネ                                                                    | ヴァイオリン協奏曲第1番 (Rondo-Adagio Espressivo) 作曲：ニコロ・パガニーニ                                  | エンジェル・オブ・ライト & プロスペクト 作曲：トッド・マコーヴァー 振付：山田満知子、樋口美穂子                                  |

## 出演

### テレビ

#### 過去のレギュラー
- SUPER GT+（2011年4月10日 - 2012年3月18日、テレビ東京系） - MC・リポーター
- FNN東海テレビスーパーニュース（2013年1月7日 - 2015年3月27日、東海テレビ） - スポーツキャスター
- みんなのニュース One → ニュースOne（2015年3月30日 - 2018年12月24日、東海テレビ）
- ドデスカ!（2014年10月7日 - 2016年3月、メ〜テレ） - コメンテーター
- 赤い奇跡（2006年4月9日 - 10日、TBSテレビ） - 松田舞子 役
- 速報!スポーツLIVE（2010年4月 - 5月、テレビ朝日）
- スケート靴の約束（2013年12月25日、テレビ愛知制作・テレビ東京）- 特別出演
- LIVING SHIFT ～これが私の生きる道～[注 3]（2015年- 2018年3月31日、BS-TBS） - MC
- 浅田舞が行く〜もうひとつの京都〜[注 3]（2015年6月- 2016年3月、KBS京都） - 旅人
- まちイチ 〜Going 舞 Way!〜（2016年1月18日 - 2019年3月25日、CBCテレビ） - メインMC[41]
- 2016年リオデジャネイロオリンピック（2016年8月、J:COM） - メインMC [42]
- 2018年平昌オリンピック（2018年2月、J:COM） - メインMC

#### 過去に出演した番組
- 突然ですが占ってもいいですか？（2021年2月、フジテレビ）[43]

### ラジオ
以下過去
- 住友生命 Presents 浅田舞のマイYOUNG JAPAN ACTION（TBSラジオ　パーソナリティ　2015年7月 - 2016年3月21日）
- 民放ラジオ統一番組パーソナリティ（日本民間放送連盟制作）
  - ロンドンオリンピックインフォメーション（2012年7月2日 - 13日）
  - ロード・トウーロンドンオリンピック（2012年7月2日 - 13日）

以下のダイジェスト番組は、ロンドンオリンピック開催期間中（2012年7月28日 - 8月12日）に、民放連加盟のラジオ局で1日数回にわたって放送。
- ロンドンオリンピックハイライト
- ロンドンオリンピックリポート
- トゥデーズロンドンオリンピック

### 劇場アニメ
- 映画ドラえもん のび太の南極カチコチ大冒険（2017年3月4日公開） - パオパオ 役[44]

### 舞台
- マッスルミュージカル〜ふしぎの国のアリス〜（2016年 - 2017年） - 主演・アリス 役[45]
  - 東京公演（2016年3月5日-6日、天王洲 銀河劇場）
  - 大阪公演（2016年5月13日、メルパルクOSAKA）
  - 群馬公演（2016年9月8日、ベイシア文化ホール 大ホール）
  - 広島公演（2016年9月22日、JMSアステールプラザ　大ホール）
  - 岩手公演（2016年11月6日、盛岡市民文化ホール 大ホール）
  - 東京公演（2016年12月25日、世田谷区民会館）
  - 愛知公演（2017年1月9日、刈谷市総合文化センター 大ホール）

- サムライ・ロック・オーケストラ～アメージング八犬伝～（2017年 - 2018年） - 玉梓 役[46]
  - 東京公演（2017年4月28日-9日、ディファ有明）
  - 三重公演（2017年6月18日、三重県総合文化センター 中ホール）
  - 神奈川公演（2017年7月9日、川崎市教育文化会館 大ホール）
  - 石川公演（2017年7月22日、こまつ芸術劇場うらら 大ホール）
  - 岩手公演（2017年10月14日、盛岡市民文化ホール 大ホール）
  - 埼玉公演（2017年10月29日、さいたま市民会館おおみや 大ホール）
  - 兵庫公演（2017年11月4日、姫路市文化センター 大ホール）
  - 鹿児島公演（2017年12月3日、日置市伊集院文化会館 イベントホール）
  - 広島公演（2018年1月14日、JMSアステールプラザ 大ホール）
  - 群馬公演（2018年3月30日、桐生市市民文化会館 シルクホール）

- 舞台『煉獄に笑う』（2017年） - 弓月 役[47]
  - 東京公演（2017年8月24日-9月3日、サンシャイン劇場）
  - 大阪公演（2017年9月8日-10日、森ノ宮ピロティホール）

### CM
- 名鉄不動産
- 日本ホットライフ
- JAバンクあいち
- イオンソーラージャパン
- コーセー「INFINITY」（2016年）[48]
- オリンパス - 浅田真央と共演
- 佐藤製薬（2012年 - ）
  - 「ストナリニ」 - 浅田真央と共演
  - 「ナザール」 - 浅田真央と共演
- 住友生命 Vitality（2018年7月 - ）- 浅田真央と共にアンバサダーで出演

### PV
- 森山直太朗「風花」（2005年11月6日）
- SPICY CHOCOLATE「ずっとマイラブ feat. HAN-KUN & TEE」（2015年）[49]

## 書籍等
- 浅田舞写真集「舞」（2015年3月23日、集英社）ISBN 978-4-08-780753-0
- 防衛省広報誌『MAMOR』（2015年10月号、扶桑社） - 宇都宮駐屯地の第12特科隊を訪問し、陸上自衛隊の制服を着て撮影、表紙と巻頭グラビアを飾る。

## スポンサー
- ユナイテッド航空
- オリンパス
- 名鉄不動産